# Lucyna Żukowska
Lucyna Żukowska , född 1844, död 1944, var en polsk soldat. Hon tjänstgjorde både som kurir och stridande soldat i den polska upprorsarmén under Januariupproret 1863-64. 